# A Szent Ilona-sziget történelme
Az Atlanti-óceán déli részén elhelyezkedő Szent Ilona-sziget a köztudatban mint Napóleon száműzetésének és halálának helye ismert. Nagy-Britannia második legrégebbi gyarmatának története azonban Napóleontól függetlenül sem eseménytelen.

## Korai történet, 1502–1658
A legtöbb történész egyetért abban, hogy a szigetet 1502. május 21-én fedezte fel João da Nova portugál navigátor Indiába vezető útján, és ő adta a Szent Ilona nevet Flavia Iulia Helena, azaz Szent Ilona után. E szentet a görög ortodox egyház május 21-én ünnepli, de a római katolikus egyház május 18-án. Ez amellett érv, hogy a felfedezés napja május 18-a lehetett. Mások szerint Szent Ilona szigetét csak 1503. július 30-án fedezte fel az Estevao da Gama parancsnoksága alatt álló flottilla, Nova pedig Szent Ilona ünnepén Tristan da Cunha szigetét fedezte fel.
A portugálok az általuk felfedezett szigetet lakatlanul hagyták, pedig bővelkedett fában és édesvízben. Állatokat – főleg kecskéket – engedtek szabadon, gyümölcsfákat és zöldségféléket ültettek, építettek egy kápolnát és egy-két házat, de nem létesítettek állandó települést. A szigetet úgy hasznosították, hogy a skorbutban vagy más betegségben szenvedőket itthagyták, aztán a következő arra járó hajó felvette őket. Ezzel együtt a sziget létfontosságú volt számukra a rajta található fa miatt, valamint az Ázsiából hazafelé tartó hajók találkozási pontja volt. A szigeten állandóan fúj a passzátszél, amelyet a Jóreménység fokát megkerülő, az Atlanti-óceán déli részére érkező hajók hasznosítottak. Szent Ilonára az Ázsiába tartó vagy onnan érkező hajók jártak, az Amerikába tartók az északi passzátszelet hasznosították.
Közkeletű hiedelem, hogy a portugálok a sziget pontos helyét titokban tartották a 16. század végéig. Valójában a sziget nevét és helyét idézi egy 1508-ban megjelent holland könyv, amely Francisco de Almeida 1505-ös kelet-indiai expedícióját írja le: "Július 21-én láttak egy földet, amely 655 mérföldre fekszik a Jóreménység fokától, és Szent Ilonának nevezték el. … Amikor elhagyták Szent Ilonát, 200 mérföldre egy másik szigetet találtak, amelynek az Ascension nevet adták." Lopo Homem-Reines 1519-ben adta ki "Atlas Universal" című művét, amely Szent Ilona és Ascension helyének legkorábbi ábrázolása.
A sziget első lakói mind portugál hajón érkeztek. Az első név szerint ismert állandó lakó Fernão Lopez, aki Indiában áruló lett, és Goa kormányzója, Albuquerque parancsára megcsonkították. Fernando Lopez csonkán nem kívánt hazatérni és 1516-tól Szent Ilonán élt. 1526-ban királyi parancsra tért vissza Portugáliába és azután Rómába utazott, ahol VII. Kelemen pápa fogadta őt. Ezután visszatért Szent Ilonára, ott is halt meg 1545-ben.
Amikor a szigetet felfedezték, annak egyedülálló növényzete volt. A felfedezők leírása szerint "az egészet erdők borítják, a fák borzasztó szakadékok tetején nyúlnak a tenger fölé" A leírás hitele kétséges. Erre érv, hogy endemikus lilefélék és többféle endemikus rovarfaj alkalmazkodott a sziget száraz, kopár partvidékéhez. Tehát valószínű, hogy ez az állapot már a felfedezés előtt is fennállt. Mindamellett a sziget belsejében valóban vannak dús, sűrű erdők. A felfedezést követő 50 évben elpusztult az endemikus növényzet, madarak és más állatok. Ok emberi behatás volt. A betelepített kecskéktől, sertésektől, kutyáktól, macskáktól, patkányoktól, a nem endemikus madaraktól és növényzettől pusztult az eredeti élővilág.
Valamikor 1557 előtt két mozambique-i rabszolga, egy másik Jáváról és két nő megszökött egy hajóról és több éven át rejtőzködve élt a szigeten, míg létszámuk húszra nőtt. Abesszínia pátriárkája, Bermudez 1557-ben szállt partra a szigeten Portugáliába vezető útján és egy évig itt maradt. 1583-ban három japán követ, akik a pápához tartottak, szintén meglátogatta Szent Ilonát.
Erős közvetett bizonyítékok vannak arra, hogy Sir Francis Drake járt a szigeten. 1557-1580 között körülhajózta a világot, útjának végső szakaszán kellett itt lennie. Támogatja ezt a feltételezést, hogy néhány évvel később a britek pontosan ismerték a sziget helyét. Például William Barrett szerint, aki 1584-ben Szíriában, Aleppóban angol konzulként halt meg, a sziget "a déli szélesség 16. fokán van". Ez pedig pontos. Ezzel szemben Edward Fenton Erzsébet-kori kalandor 1582-ben sokkal pontatlanabbul tudta a sziget helyét.
Meg kell említeni Thomas Cavendish-t, aki első Föld-körüli útján, 1588-ban érkezett a szigetre. Ő volt az első angol itt. 12 napot töltött el és leírta azt a völgyet (akkoriban Kápolna-völgy), ahol Jamestown fekszik: "Csodásan kellemes völgy, ahol néhány ház áll szétszórva. Közülük említésre méltó a messze fehérlő templom. Van előcsarnoka, a templomhajó végében ott az oltár… Ez a völgy a legszebb és legnagyobb lapály az egész szigeten, rendkívül kellemes hely. Mindenütt gyümölcsfákat és zöldségágyásokat látni. … A szigeten kecskék ezrei élnek. A spanyol nevük cabrito. Nagyon vadak. Egy alkalommal egy- vagy kétszázat is láttam egyszerre, egy másik alkalommal nyájuk egy mérföld hosszan nyúlt el." Egy másik angol tengerész, Abraham Kendall kapitány 1591-ben járt Szent Ilonán. 1593-ban Sir James Lancaster állt meg itt Keletre vezető útján.
Miután Szent Ilona szigetének helye napvilágra került, az angol hajók a térségben kezdték el támadni a portugál indiai karakkokat hazafelé vezető útjukon. A támadások nyomán 1592-ben II. Fülöp spanyol király elrendelte, hogy az évi rendszerességgel Goából visszatérő flotta ne érintse Szent Ilonát. Amikor a hollandok kifejlesztették távol-keleti kereskedelmüket, ők is gyakran látogatták a szigetet. Az egyik ilyen látogatás 1598-ban volt, amikor John Davis angol felfedező által kalauzolt holland hajók (két hajó) megtámadott egy nagy spanyol karavellát. Az visszaverte a támadást, de arra kényszerült, hogy javításra kikössön Ascension szigeten. Francesco Carletti olasz kereskedő önéletírásában azt állítja, hogy 1602-ben, amikor egy portugál hajón utazott, hollandok rabolták ki. A portugálok és spanyolok ezek után felhagytak a sziget rendszeres látogatásával, helyette a nyugat-afrikai kikötőket használták. A lépés oka a hajóikat ért támadások mellett kápolnájuk és kegytárgyaik megszentségtelenítése, állatállományuk lemészárlása, ültetvényeik kivágása volt. Ezt angol és holland tengerészek művelték. 1603-ban Lancaster hazatérőben Brit Kelet-Indiai Társaság által felszerelt expedíciójáról ismét itt járt. 1610-ben több holland és angol hajó ittjárta után François Pyrard de Laval is meglátogatta a szigetet hazatérőben. 1601-es látogatása óta súlyos károk érték a kápolnát, elpusztultak a gyümölcsfák, mert kivágták őket, hogy leszedjék termésüket. 1614-ben gazdag citromtermést szüreteltek Thomas Best, a Brit Kelet-India Társaság tizedik expedíciójának parancsnoka beszámolója szerint. 1634-ben már csak negyven citromfát látott Peter Mundy utazó.
A Holland Köztársaság 1633-ban hivatalosan magáénak nyilvánította a szigetet, de ennek nem lett semmiféle következménye megszállás, gyarmatosítás vagy erődítés formájában. Az erről szőlő holland emléktábla, amely dátumozatlan, de valószínűleg 1633-ból való, jelenleg a sziget levéltárában található. 1651-ben a hollandok nagy része elhagyta a szigetet és az általuk a Jóreménység fokán alapított gyarmatra távozott.

## Brit Kelet-Indiai Társaság, 1658–1815
Richard Boothby 1644-ben megjelent pamfletje ír először arról, hogy kívánatos: Szent Ilona szigete Anglia birtoka legyen. 1649-ben a Kelet-Indiai Társaság arra utasította hajóit, hogy várják be egymást Szent Ilona körzetében. 1658-ban a Társaság kérvényezte a kormánynál, hogy küldjön oda hadihajót hazatérő flottájának védelmére. 1657-ben Richard Cromwell kormányzót nevezett ki a szigetre. A következő évben úgy döntött a Társaság, hogy ültetvényesek letelepítésével erősíti meg uralmát a sziget felett. 1659-ben érkezett egy flotta, Marmaduke nevű hajóján pedig John Dutton kapitány, az első kormányzó (1659-1661). Ettől a dátumtól számítva Szent Ilona Nagy-Britannia második legrégebbi gyarmata, Bermuda után. Hónapokon belül felépült egy erőd, amelynek eredeti neve Castle of St. John volt, a völgy felső részén pedig további házak. Fontos megjegyezni, hogy a gyarmat nem volt önellátó, és a Társaság 1658 elején arra kötelezte minden hazatérő hajóját, hogy egy ton rizst rakjon ki, ha kiköt Szent Ilonán.
A monarchia 1660-as helyreállítása után az erődöt átnevezték: James Fort lett. A város Jamestown, a völgy pedig James Valley lett. Mindegyik név York hercegére, a későbbi II. Jakab angol királyra utal. A Kelet-Indiai Társaság királyi oklevelet kapott, amellyel legalizálta Szent Ilona megszállását. Ezt az oklevelet 1661-ben adták ki, és felhatalmazta a Társaságot a sziget megerősítésére és gyarmatosítására. Ezt írta: "jogos és észszerű kormányzó kinevezése és a Társaság jogosult erre." A szigetet 130 darabra osztották, minden ültetvényes egyet kapott. A Társaságnak azonban nehézséget okozott bevándorlók találása, ezért a lakosság 1670-ben 66 főre csökkent, amiből 18 rabszolga volt. John Dutton utódai a kormányzói székben, Robert Stringer (1661-1670) és Richard Coney (1671-1672) ismételten figyelmeztették a Társaságot a telepesek elégedetlenségére. Coney szerint a telepesek iszákosak és szófukarok voltak. 1672-ben Coney a szigettanács lázadó tagjait Angliába küldte. Ezzel összefüggésben a Társaság másik kormányzót küldött Anthony Beale (1672-1673) személyében. Akkoriban a rabszolgákat barbár büntetésekkel sújtották, volt, akit élve elégettek, másokat halálra éheztettek. 1694-ben rabszolgalázadás tört ki, leverése után három rabszolgát kínhalálra ítéltek, másokat pedig kegyetlenül megbüntettek.
Észlelve, hogy a Jóreménység fokánál nincs ideális kikötő, a Holland Kelet-indiai Társaság fegyveres támadást indított Fokföldről 1672 Karácsonyán. Beale kormányzó kénytelen volt elhagyni a gyarmatot a Brit Kelet-Indiai Társaság egyik hajóján. Brazíliába vitorlázott, ahol gyorsabb hajót remélt találni. A Brit Kelet-Indiai Társaság ottani flottilláját Szent Ilonára küldte a védelem megerősítésére pihent katonákkal. A szigetet 1673 májusában emberéletben esett kár nélkül visszavették és megerősítették 250 katonával. Ugyanebben az évben a Társaság új oklevelet kért II. Károly angol királytól, amely Anglia részévé nyilvánítja Szent Ilonát, "ugyanúgy, ahogy East Greenwich az Kent grófságban." A kiadott oklevél szerint Szent Ilona nem lehetett eladás vagy területcsere tárgya, a Társaság onnan bármit vám nélkül Angliába küldhetett és annyi telepest irányíthatott Szent Ilonára, amennyit jónak látott.
1674-ben az újonnan kinevezett kormányzó, Richard Keigwin (1673-1674) elégedetlen telepesek és katonák fogságába került. Szerencséjére éppen akkor érkezett a Brit Kelet-Indiai Társaság flottája William Basse kapitány parancsnoksága alatt, így megmenekült. 1675-ben a helyőrséget a helyi telepesek milíciájának részidős katonái vették át, a létszám 50 főre csökkent. A következő évben Edmund Halley látogatott ide, itt határozta meg a déli félteke égboltja 351 csillagának koordinátáit. Az importban a legjelentősebb adóbevétel az volt, hogy minden Madagaszkárral kereskedő hajó köteles volt hozni ide egy rabszolgát. Az Ázsiából érkező hajók is hoztak rabszolgákat. Ennek következtében több madagaszkári és ázsiai rabszolga volt, mint olyan, aki az afrikai szárazföldről származott. 1679-ben a rabszolgák száma 80-ra nőtt. John Blackmore kormányzósága (1678-1689) idején 1684-ben fellázadtak a katonák és a telepesek. Három lázadó meghalt, amikor megtámadták Fort James-t, később pedig négy másikat kivégeztek. A Franciaország elleni koalíció megalakulása és a háború 1698-as kirobbanása után az Ázsiából érkező hajók éveken át elkerülték a szigetet, félve attól, hogy ott megtámadják őket francia hadihajók. Korlátozták a szolgálatukat letöltött katonák jogát arra, hogy visszatérjenek Angliába. Joshua Johnson kormányzó (1690-1693) a katonák által folytatott csempészet visszaszorítása érdekében elrendelte, hogy hajók csak nappal futhatnak ki a kikötőből. Emiatt 1693-ban lázadás tört ki, a lázadók egy csoportja hatalmába kerített egy hajót a szökéshez. Közben megölték a kormányzót.
A helyi erdők kivágása alkohol lepárlása céljából, cserzőanyagnak és azért, hogy helyükön mezőgazdasági termelést folytassanak fahiányt okozott az 1680-as években. A sok patkány és kecske volt az oka az 1690-es évek pestises megbetegedéseinek. Az állatok miatt csökkent az élelmiszer termés, mert lelegelték a fiatal hajtásokat. A helyben párolt raki és a tűzifa-szükséglet is hozzájárult az erdőpusztuláshoz. John Roberts kormányzó (1708-11) elhatározta a sziget újraerdősítését. A munka folytatódott utódai idején is. A Nagyerdőben (Great Wood), amely jelenleg a Deadwood Plain-tól a Prosperous Bay Plain-ig tart, a beszámolók szerint 1710-ben egyetlen fa sem állt. Korán jelentkezett a termőtalaj eróziójának gondja is, 1718-ban egy óriási hullám betört a Sandy Bay-be a déli parton. Ez állt a hátterében Isaac Pyke kormányzó 1715-ös javaslatának is, aki több, Szent Ilonát és tartozékait sújtó aszályos év után azt javasolta a Társaságnak, hogy a lakosságot telepítsék át a franciák által 1710-ben kiürített Mauritiusra. Mivel háború tört ki más európai országokkal, a Társaság úgy döntött, hogy inkább folytatja a sziget külső ellátását, de megszállva tartja stratégiai helyzete miatt. Egy 1731-es rendelet szerint az erdőség megőrzése érdekében csökkentették a kecskeállományt. Világos összefüggés van az erdőterület csökkenése és az egyre több árvíz között (1732, 1734, 1736, 1747, 1756, 1787). A Kelet-Indiai Társaság igazgatósága csekély segítséget nyújtott a kormányzóknak a kecskeprobléma megoldásában. A patkányok 1731-es megfigyelés szerint két láb hosszú fészket építettek fában, egy 1717-es látogató szerint a nagyszámú vadon élő macska inkább a fogolymadarakra vadászik, nem a patkányokra. Az 1743-ban kitört pestisjárvány összefüggésben volt az Indiából érkező hajókon megtelepedett fertőzött patkányokkal. 1757-ben a katonák feladatul kapták, hogy öljék meg a macskákat.
William Dampiere háromszor hajózta körül a Földet. Az első végén, 1691-ben érkezett Szent Ilonára. Úgy találta, hogy Jamestown 20-30, durván megmunkált kövekből épült kicsi házból áll, amelyek berendezése hitvány. A házak üresek voltak, amíg hajója a szigeten tartózkodott, mert lakóik a sziget távoli részén dolgoztak.
Kereskedelmi rivalizálás tört ki az eredeti Kelet-Indiai Társaság és az 1698-ban alapított új Kelet-Indiai Társaság között. Az új társaság 1708-ban több korábbi kereskedőtársaság egyesülésével átalakult, hivatalos neve "A Keleti Indiákkal Kereskedő Angliai Kereskedők Egyesült Társasága" lett. Szent Ilona ennek az új Kelet-Indiai Társaságnak a birtokába ment át. Ugyanabban az évben kiterjedt munkák kezdődtek a Castle-ben. Cement hiánya miatt számos épületnél sarat használtak kötőanyagként. Ezek többsége mára romos. Citrusfélét kereső katonák 1709-ben jelentették, hogy arany és ezüst lelőhelyet találtak a Breakneck Valley-ban. Rövid ideig majd mindegyik munkaképes ember aranyat keresett. A rövid életű aranyláz azzal ért véget, hogy az ércről Londonban kiderült, hogy pirit, vagyis vasérc.
Az 1723-as népszámlálás szerint a lakosság 1110 fő volt, ebből 610 rabszolga. 1731-ben a földbérlők többsége sikerrel kérte Edward Byfield kormányzót (1727-1731) a kecskeállomány csökkentésére. A következő kormányzó Isaac Pyke (1731-1738) volt, aki önkényes módon vezetett, de sikeresen kiterjesztette a faültetvényeket, megjavította az erődöt és helyőrséget meg a milíciát valódi katonai erővé alakította – fennállása óta első ízben. 1733-ban a jemeni Mocha kávékikötőből a Társaság The Houghton nevű hajója Green Tipped Bourbon Coffee fajtájú kávé vetőmagot hozott. Ezt elültették a sziget különböző helyein. Az általános érdektelenség ellenére szépen díszlettek a kávéültetvények.
Robert Jenkins kormányzó (1740-1742) célja a korrupció felszámolása és a sziget erődítéseinek javítása volt. Ebben az időben, 1742-ben épült a sziget első kórháza. Charles Hutchinson kormányzó (1747-1764) megállította az élelmiszer termelés és az állatállomány hanyatlását, és olyan törvényt sürgetett, amely szorosabbra fonja a sziget és Anglia kapcsolatait. A faji megkülönböztetés folytatódott és fennmaradt 1787-ig, amikor a szabad fekete lakosság megkapta a fehérek jogait. 1758-ban három francia hadihajó jelent meg a partok előtt, várva a Társaság indiai flottáját. Csata alakult ki a Társaság kínai flottájának hadihajóival, amely eldöntetlen maradt. Nevil Maskelyne és Robert Waddington 1761-ben obszervatóriumot szerelt fel a Vénusz Nap előtti átvonulásának megfigyelésére. Ezt először Halley javasolta. A megfigyelést megakadályozta a felhős ég. Abban az évben sok szarvasmarha pusztult el azonosítatlan betegségben.
John Skottove kormányzó (1764-1782) szabályozta a raki és a punch kereskedelmét. Ez a katonák között nyugtalanságot és dezertálásokat váltott ki. A dezertőrök csónakot szereztek és valószínűleg a tengerbe pusztultak – de legalább egy héttagú, katonákból és rabszolgákból álló csoport sikeresen elérte Brazíliát 1770-ben. Ekkoriban kezdődött a sziget történetének első, hosszabb ideig tartó virágzó időszaka. Jamestown első plébániatemploma évtizedeken át omladozott, végül 1774-ben új épületet emeltek. A Szent Jakab templom ma a legrégibb anglikán templom az Egyenlítőtől délre. James Cook kapitány 1775-ben látogatta meg a szigetet, második Föld-körüli útjának végső szakaszán.
Daniel Corneille kormányzó (1782-1787) eltiltotta a helyőrség katonáit a kocsmák látogatásától. Egyedül a hadsereg kantinjaiban kaphattak italt. Ez az intézkedés lázadást váltott ki 1787 Karácsonyán. Ekkor három napon át 200 katona csatározott a törvényes csapatokkal. 99 lázadót halálra ítéltek, de végül csak megtizedelték a halálra ítélteket. Saul Solomon 1790 körül érkezett a szigetre, ahol hamarosan céget alapított, boltot nyitott. Helyén működik ma a Rose and Crown shop. Bligh kapitány 1792-ben járt a szigeten, amikor másodszor kísérelte meg, hogy kenyérfa termését szállítsa Jamaicára.
Robert Brooke kormányzót (1787-1701) 1795-ben értesítették, hogy a franciák megszállták Hollandiát és erővel szövetségesükké tették. A helyőrség 411 katonáját küldték Sir James Craig tábornok támogatására, aki sikeresen elfoglalta a Jóreménység fokán lévő holland gyarmatot. A Szent Ilona-ezred legénysége 1000-ről 1800-ra nőtt annak következtében, hogy az Indiából hazatérő, idejüket leszolgált katonák között toboroztak. Minden magabíró férfit besoroztak a sziget milíciájába. Az erődöket megjavították, új optikai jelzőrendszert építettek ki. 1792-ben megtiltották a rabszolgák bevitelét. 1807 januárjában egy flotta érkezett, kanyarójárványt okozott. A valószínűleg nem teljes egyházi feljegyzések szerint májusig két hónap alatt 102 "fekete" és 58 "fehér" halt meg. Mivel a legtöbb rabszolga gazdagabb városlakók tulajdonában volt, Robert Patton kormányzó (1802-1807) javasolta, hogy a Társaság Kínából importáljon munkaerőt mezőgazdasági munkára. 1810-ben érkeztek az első kínaiak, számuk 1818-ra 600-ra nőtt. Sokan itt maradtak 1836 után, utódaik integrálódtak a sziget lakosságába.
Alexander Beatson kormányzó (1808-1813) az iszákosság csökkentésére betiltotta nyilvános helyen szeszes ital árusítását és az indiai szeszek importját. Emiatt 1811 decemberében 250 katona fellázadt. Miután a lojális csapatok a lázadást leverték, a lázadás kilenc vezetőjét kivégezték. Mark Wilks kormányzó (1813-1816) idején a mezőgazdálkodás módszerein javítottak, tatarozási programba kezdtek, és megnyílt az első közkönyvtár. Az 1814-es népszámlálás szerint a lakosok száma 3507.

## Napóleon száműzetése, 1815–1821
1815-ben a brit kormány Szent Ilonát választotta I. Napóleon francia császár száműzetése helyéül. 1815 októberében érkezett a szigetre és Longwood-ban szállásolták el, ahol 1821 májusában meghalt. Napóleon gyűlölte a szigetet és az angolokat amiért ide száműzték. Azért adta meg magát Waterloót követően a briteknek, mert bízott a nagy-britanniai menedékben, ám azok erre a távoli helyre száműzték, mert nem akarták megkockáztatni újbóli szökését és a vészterhes napóleoni háborúk fellángolását. A sziget a maga kopárságával olyan lehangoló volt, hogy a császár napjai méla egyhangúságban teltek és a szabadságát is korlátozta a kissé paranoid Hudson Lowe kormányzó.
Ebben az időszakban a reguláris brit hadsereg erős alakulatai és a helyi Szent Ilona ezred csapatai állomásoztak a szigeten, amely körül hadihajók cirkáltak. A brit kormány és a Társaság egyezsége szerint a sziget a Kelet-Indiai Társaság tulajdonában maradt, a brit kormány kifizette a Napóleon őrzése miatt keletkezett pluszköltséget a Társaságnak. A kormányzót, Sir Hudson Lowe-t (1816-1821) Lord Bathurst, a londoni had- és gyarmatügyi miniszter nevezte ki közvetlenül. Jelentős üzleti tevékenységet vonzott a szigetre hat évre a +2000 fő katona és polgári személy ellátása. Mivel ebben az időszakban korlátozták a hajók kikötését, a helyi kereskedők feladata lett a szükséges élelmiszerek importja. Az 1817-es népszámlálás 821 fehér lakost jegyzett fel, a helyőrség 820 emberből állt, 618 kínai szerződéses munkás volt, 500 szabad fekete és 1540 rabszolga. 1818-ban, érzékelve, hogy a világban a rabszolgaság enyhébb formái terjedtek el, mint Szent Ilonán, Howe kezdeményezte az első lépéseket a rabszolgák felszabadítása felé. Kötelezte a rabszolgák tulajdonosait, hogy minden, az év Karácsonya után született rabszolga gyereket szabadítsanak fel, mielőtt azok elérik a késői tizenéves korukat. Solomon Dickson & Taylor cég 147 font sterling értékben réz félpennyseket bocsátott ki 1821-ben a helyi kereskedelmi forgalom számára.

## Brit Kelet-Indiai Társaság, 1821–1834
Napóleon halála után az ezernyi ideiglenes lakos elutazott. A Kelet-Indiai Társaság visszakapta a teljes ellenőrzést a sziget felett. Az élet visszatért az 1815 előtti viszonyokhoz. A lakosság csökkenése jelentős változást okozott a gazdaságban. A következő kormányzók, Thomas Brooke (ideiglenes kormányzó, 1821-1823) és Alexander Walker (1823-1828) sikeresen átvezették a szigetet a Napóleon utáni perióduson. Új terménypiac nyílt Jamestownban, megalapították a Mezőgazdasági és Kertészeti Társaságot, fejlesztették a közoktatást. 1832-ben a Kelet-Indiai Társaság betiltotta a rabszolgaságot Szent Ilonán (614 rabszolgát szabadítottak fel), egy évvel azelőtt, hogy a londoni Parlament betiltotta a rabszolgaságot a gyarmatokon. Viszont sikertelen maradt a bálnafeldolgozás meghonosítása 1830-ban (1875-ben szintén). Elterjedt a híre, hogy Napóleon helyi kávét ivott szent ilonai száműzetése alatt. A halálát követő években rövid ideig népszerű volt ez a termék Párizsban.

## Brit koronagyarmat, 1834–1981
A brit parlament 1833-ban fogadta el az India Törvényt, amelynek következtében a Szent Ilona feletti uralom a Kelet-Indiai Társaságtól a Korona kezébe ment át. 1834. április 2-án lépett hatályba. A gyakorlatban nem történt változás 1836. február 24-ig, amikor megérkezett George Middlemore vezérőrnagy a 91. ezred katonáival, az első kormányzó (1836-1842), akit a brit kormány nevezett ki. Feloszlatta a Szent Ilona-ezredet, és a londoni kormány utasítására, az igazgatás költségeit csökkentendő, elbocsátotta a legtöbb hivatalnokot, akiket a Társaság alkalmazott. Ezzel elindította az elvándorlás hosszú időszakát. Az emberek távoztak, máshol keresve jobb megélhetést, boldogulást. A lakosság fokozatosan csökkent az 1817-es 6150-ről 4000 alá 1890-re.
Charles Darwin hazautazás közben hat napot töltött megfigyelésekkel a szigeten. A Beagle nevű hadihajón utazott. Dr. James Barry egészségügyi főtisztként tevékenykedett itt 1836-1837-ben. A kórház újjászervezése közben figyelt fel arra, hogy a nemi betegségek elterjedtek a polgári lakosság körében. Ennek okát abban látta, hogy a kormány feloszlatta a Szent Ilona-ezredet, prostitúcióra kényszerítve ezzel a volt katonák hozzátartozóit.
1838-ban a londoni kormány szerződést kötött Lahej szultánjával, aki hozzájárult szenelő állomás létesítéséhez Áden kikötőjében. Ezzel a Távol-Keletre vezető út időtartama (a Földközi-tengeren át, majd Alexandria és Kairó között a szárazföldön, utána a Vörös-tengeren át) kevesebb mint felére csökkent a hagyományos déli-atlanti óceáni úthoz képest. Ez megelőlegezte a szuezi-csatorna hatását (1869). Mindez párosult a gőzhajózás hajnalával. A gőzhajóknak már nem volt szükségük a passzátszélre. Így aztán fokozatosan csökkent a Szent Ilona körüli vizeken járó hajók száma, csökkent a sziget katonai és gazdasági jelentősége. A szigeten 1855-ben 1100 hajó kötött ki, 1879-ben 603, 1889-ben csak 288.
1839-ben Wm Burnie & Co. londoni kávékereskedő azt írta, hogy a szent ilonai kávé "nagyon jó ízű és minőségű". 1840-ben a londoni kormány haditengerészeti bázist létesített az afrikai rabszolga-kereskedelem elleni küzdelemre. Egy különítmény állomásozott Szent Ilonán és az altengernagy bírósága Jamestownban ítélkezett az elfogott rabszolgahajók személyzete felett. Magukat a hajókat lebontották és hulladékként hasznosították. A túlélő rabszolgákat (10 000 főt 1840 és 1874 között) egészségük helyreállításáig Rupert's Bay, Lemon Valley és High Knoll táboraiban őrizték. Az egykori rabszolgák harmada meghalt, őket Rupert's Bay temetőjében hantolták el. A túlélők közül kevesen szolgaként vagy munkáskén Szent Ilonán maradt, leszármazottaik felolvadtak a lakosságban. Ez a fő forrása Szent Ilona mai afrikai eredetű lakosságának. A túlélők többsége végül Nyugat-India ültetvényeire került, csak néhányan tértek vissza Afrikába.
1840-ben a brit kormány francia kérésre hozzájárult, hogy Napóleon hamvait hazaszállítsák Franciaországba. A kiváló állapotban lévő testet 1840. október 15-én exhumálták és ünnepélyesen átadták de Joinville hercegnek a La Belle Poule francia hajó fedélzetén.
A Szent Ilona-ezrednek nevezett európai mintájú, öt századból álló ezredet 1842-ben állították fel. Feladata a sziget helyőrsége lett. Ugyanabban az évben született William A. Thorpe, a Thorpe cég alapítója. 1843-ban kanyarójárvány tört ki. Senki sem kapta meg azok közül, akik 1807-ben megbetegedtek az előző járványban. Az első baptista lelkipásztor Fokvárosból érkezett 1845-ben. Ugyanabban az évben a szent ilonai kávé ára Londonban 1 dime volt fontonként, ezzel a világ legdrágább és legkülönlegesebb kávéja volt. 1846-ban a Szent Jakab templomot renoválták, a régi toronyra új sisak került. Ugyanabban az évben hatalmas hullámok érték el a szigetet, 13 horgonyon álló hajó szenvedett hajótörést. 1850-ben rakták le a Szent Pál székesegyház, a "Katedrális" alapkövét. A Londonból jövő intézkedéseknek ismét kedvezőtlen gazdasági hatása volt, Thomas Gore Brown kormányzó (1851-1856) tovább csökkentette polgári vezető réteget. Mivel Jamestown túlnépesedett, völgyében korlátozták az építkezést és megalapították Rupert's Bay települést. Az 1851-es népszámlálás szerint 6914 lakója volt a szigetnek. 1859-ben anglikán püspökséget alapítottak Szent Ilonán, amelynek joghatósága kiterjed Ascension szigetre és Tristan da Cunhára is (továbbá kezdetben a Falkland-szigetekre, Rio de Janeiróra és Dél-Amerika keleti partjának más városaira). A szigetlakók panasza szerint a kormányzók visszavonult katonatisztek voltak, akik nem értettek gazdasági kérdésekhez. A Szent János templom Jamestown felső részén 1857-ben épült, alapításának motivációja a város alsó részén uralkodó kicsapongás és prostitúció.
A következő évben a Napóleon sírja körüli földeket és otthonát, Longwood House-t megszerezte III. Napóleon és örökösei. Azóta egy francia konzul vagy képviselő él a szigeten és francia zászló lobog az említett területeken máig. A Briar Pavilion-t, ahol Napóleon a megérkezését követő első időkben lakott, a francia kormány vette meg 1959-ben.
A londoni Chrystal Palace-ban tartott 1851-es kiállításon a Sandy Bay-ben lévő Bamboo Hedge Estate ültetvényen termett szent ilonai kávé aranyérmet nyert. 1853-ban Saul Solomont Szent Ilonán temették el. Az első postabélyeget 1856-ban adta ki a sziget, kék színben, 6 penny értékben. Azóta is jelentős a bélyeggyűjtők érdeklődése iránta.
Az 1860-as években elszaporodtak azok a termeszek, amelyek eredetileg elkobzott brazil építésű rabszolgaszállító hajók faanyagából kerültek a szigetre az 1840-es években. ("fehér hangyák") A házakba beépített faanyagot ették (meg a dokumentumokat), számos ház összeomlását okozva ezzel. Több évtizeden át okoztak súlyos gazdasági károkat. Kiterjedt újjáépítésre volt szükség vasgerendákkal és termeszálló faanyaggal. Az általuk okozott gond máig fennáll.
Hutt's Gate-ben a Szent Mátyás templom alapkövét 1861-ben helyezték el.
A brit haditengerészeti támaszpontot 1864-ben szerelték le, a felszabadított afrikaiak táborát tíz évvel később zárták be. Ekkor több száz afrikait deportáltak Lagosba és a nyugat-afrikai part más helyeire. Ez a gazdaság további leépülésével járt. 1864-ben volt egy kisebb földrengés is. Rupert's Bay börtöne összeomlott, a Kastélyt és a Legfelsőbb Bíróságot 1867-re építették újjá. Charles Elliot kormányzó (1863-1870) kínafa ültetvény létesítését kezdeményezte, hogy aztán kinint lehessen exportálni. A kísérlet abbamaradt C. G. E. Patey kormányzósága (1870-1873) idején, aki ismét a közszolgálat csökkentésének programjával érkezett. Ez az elvándorlás újabb hullámát indította el. Az új-zélandi lennel végzett 1874-es kísérlet kudarcba fulladt. (1907-ben újrakezdték a lentermesztést és fokozatosan a legjelentősebb exportcikké vált.) 1871-ben a királyi utászok beteraszozták a Jamestown és Knoll Mount Fort közötti meredek lejtőt – megépítették Jákob Lajtorjáját (Jacob's Ladder). 700 lépcsőfokot alakítottak ki, mindegyiket lekövezték a későbbi javítások során. Az 1881-es népszámlálás szerint 5059 ember élt a szigeten. 1882-ben érkezett a szigetre Jonathan, "aki" ma a világ legidősebb teknősbékája.
Az 1886-os kanyarójárványban 113-an betegedtek meg és 8 ember meghalt. Jamestownban 1888 óta van közvilágítás, építési költségeit a lakók adták össze. Szent Ilonára száműzték Dinuzulu kaCetshwayo-t, Cetshwayo zulu király fiát, aki 1890-től 1897-ig élt itt. Torokgyík járvány volt 1887-ben, majd 1893-ban. Ehhez járult a szamárköhögés, amelynek 31 tíz év alatti gyermek esett áldozatul. 1890-ben egy nagy lehulló szikla kilenc embert ölt meg Jamestownban, az emlékezet szerint a Main Street-en egy forrás tört fel. 1891-ben 4116 lakója volt a szigetnek. A Fokvárosból Nagy-Britanniába vezető tenger alatti távíró kábel 1899 novemberében "szállt partra", aztán továbbépítették Ascension felé decemberben. Az Eastern Telegraph Company üzemeltette. A következő két évben 6000 búrt börtönöztek be Deadwoodban és Broadbottomban. 1901-ben a lakosság 9850 fő volt. Szent Ilona történetében sohasem éltek itt ennél többen. A meghalt foglyokat Knollcombes-ben temették el. A helyiek és a búrok között kölcsönös tisztelet alakult ki, de kevés búr maradt a szigeten a háború 1902-es befejeződése után. Az 1900-as súlyos influenzajárványban a lakosság 3,3%-a halt meg, pedig az nem is érintette sem a búr foglyokat, sem az őket őrző katonákat. Az 1903-as szamárköhögés-járványban a szigeten majdnem minden gyerek megbetegedett, de csak egy halt meg.
A búrok távozása, később pedig a maradék helyőrség 1906-os feloszlatása (amellyel együtt feloszlatták a szent ilonai önkéntes milíciát is és első ízben maradt helyőrség nélkül a sziget) súlyosan károsította a sziget gazdaságát, amelynek egyetlen fontos bevétele a postabélyegek kiadása maradt. A lentermesztés 1907-es sikeres meghonosítása jelentősen enyhített a gondokon, komoly bevételt hozva a háborús években. A csipkeverést 1890-ben kezdeményezte Emily Jackson, az első világháborút megelőző években komoly ipar épült rá. 1908-ban iskola nyílt, ahol ezt tanították. 1905-ben felakasztottak két embert, ők voltak a Prosperous Bay gyilkosai. 1909-ben halkonzerv-gyár nyílt, de sikertelen volt, mert a következő években kevés volt a hal. A Papanui gőzhajó, amely Nagy-Britanniából Ausztráliába tartott kivándorlókat szállítva, égve futott be a James Bay-be 1911-ben. A hajó leégett és elsüllyedt, de a 364 utas és a legénység megmenekült és ellátták őket a szigeten. Az 1911-es népszámlálás az 1901-es csúcs után csak 3520 lakost mutatott ki. Több mint 4800 patkányfarkat adtak le a kormánynak 1913-ban, amely minden egyes farokért 1 pennyt fizetett.
1914 januárjában három német csatahajó látogatott a szigetre. A lakosság érezve, hogy védtelen egy tengerről jövő támadással szemben, kiterjedt erődítésbe kezdett. Az I. világháború kitörése után ismét felállították a szent ilonai önkéntes alakulatatot. A fronton 46 szigetlakó vesztette életét. Az 1918-as spanyolnátha-járvány nem érintette Szent Ilonát. 1917-től 1921-ig itt élt száműzetésben Seyyid Khalid Bin Barghash, aki önmagát Zanzibár szultánjának nyilvánította. Akkor átszállították a Seychelle-szigetekre. 1918-ban balesetben halt meg William A. Thorpe. Cége ma is működik. 1920-ban a Spangereid nevű norvég hajó a James Bay-ben horgonyzott. Kigyulladt és elsüllyedt. Jelentős mennyiségű szenet raktak belőle partra, mielőtt hajójavítóba vitték.
Az 1921-es népszámlálás szerint a sziget lakossága 1747 fő volt. Szent ilonaiak 1921 óta dolgoznak Ascension szigetén, amely 1922-ben lett Szent Ilona tartozéka. Thomas R. Bruce (postamester volt 1898-1928 között) az első szigetlakó, aki bélyeget tervezett, az 1922 és 1937 között kiadott V. György bélyeget. Ezzel számottevően hozzájárult a sziget bevételeihez éveken át. 1923 óta a dél-afrikai érmek a törvényes fizetőeszközök, tükrözve, hogy Dél-Afrika a fő kereskedelmi partner. 1920 és 1929 között kilencen haltak bel a szamárköhögésbe, 1932-ben 2200 kanyarós eset volt. Az első autót, egy Austin 7-est, 1929-ben importálták a szigetre. Az 1931-es népszámlálás szerint 3995 ember élt a szigeten (és volt csaknem 1500 kecske). Az Eastern Telegraph Company 1934-ben beolvadt a Cable and Wireless cégbe. Tristan da Cunha 1938-ban lett Szent Ilona tartozéka.
Hat szigetlakó vesztette életét a II. világháborúban. 1939-ben látták az Admiral Graf Spee német csatacirkálót a szigetről, a Darkdale brit tankhajót pedig torpedótalálat érte Jamestown előtt. A kölcsönbérleti szerződés szerint az amerikaiak felépítették Wideawake repülőteret Ascension szigetén. Magán Szent Ilonán nem épült katonai létesítmény. Az előző háborúhoz hasonlóan ismét jól jövedelmezett a len.
1945-ben gyermekbénulás járvány volt, 217-en betegedtek meg, közülük 11-en meghaltak. Az 1946-os népszámlálás szerint 4748 ember élt a szigeten. 1948-ban heten haltak meg szamárköhögésben és 77 ember szorult kórházi ellátásra heveny vesegyulladás miatt. 1951-ben a mumpsz megtámadta a lakosság 90%-át. Ugyanabban az évben Solomon egy kisebb céget alapított. A háború után tovább nőt a len ára, a csúcspontot 1951-ben érte el. Ekkor termesztése hanyatlásnak indult, részben a műszál versenye miatt, részben azért, mert az itteni len ára számottevően magasabb volt a világpiaci árnál. A fő vevő, a British Post Office döntése, hogy a postazsákokat műszálból készítteti, hozzájárult a sziget lentilolóinak bezárásához 1965-ben. De azóta is jelentős területen termesztik a lent. Az 1965-ös népszámlálás azt mutatta, hogy a lakosság lassan csökken, akkor éppen 4642 volt.
Az 1957-es év tanúja volt három bahreini herceg érkezésének, akiket Nagy-Britannia börtönzött be. Ők 1960-as szabadon engedésükig maradtak. Ismételten megpróbálkoztak dobozos hal gyártásával, az üzemet 1957-ben zárták be. 1958-tól az Union Castle hajózási vállalat fokozatosan felszámolta járatait a szigetre. Ugyanabban az évben 36 gyermekbénulásos megbetegedés volt. Az 1966-os népszámlálás lényegében változatlan lakosságot mutatott ki: 4649 lakost. 1968-ban a Solomon and Company cégben többséget szerzett egy dél-afrikai vállalat (The South Atlantic Trading and Investment Corporation, SATIC). A következő években, várakozásaiban csalódva, leépítette részesedését. Szent Ilona kormányzata fokozatosan megvásárolta azt, 1974-ben lett a Solomon and Company többségi tulajdonosa. 1969-ben tartották az új alkotmány szerinti első választásokat a húsztagú Törvényhozó Tanácsba. 1976-ra a lakosság kissé nőtt, 5147 főre.
Az angliai Avonmouth városban működik a Curnow Shipping nevű vállalkozás. Ez megvásárolt egy parti utas- és teherszállító hajót, amely korábban Vancouver és Alaszka között járt. Ez lett St. Helena postahajó, amely felújította 1977-ben a postahajó-szolgáltatást. Korábban ezt Union Castle Line végezte.
1980-ban beomlott a Szent Jakab templom, szerkezeti gyengesége miatt. 1981-ben felfedeztek egy endemikus virágos bokrot, a neve St. Helena Ebony. Évszázadokon át kihaltnak hitték.

## 1981-től máig
Az 1981-es brit állampolgársági törvény szerint Szent Ilona és a többi koronagyarmat Nagy-Britannia tartozéka. A szigetlakók elvesztették Nagy Britannia és gyarmatai állampolgárságát (amit az 1948-as állampolgársági törvény definiált) és vele jogukat, hogy letelepedjenek Nagy-Britanniában. A következő húsz évben legtöbbjüknek csak a sziget kormánya által nyújtott rosszul fizetett munka maradt, a tengeren túl csak a Falkland-szigeteken és Ascension-szigeten vállalhattak munkát. Ebben az időszakban a szigetet "a déli Atlanti-óceán Alcatraz börtöneként" emlegették.
1982-ben a St. Helena postahajót a brit védelmi minisztérium elrekvirálta a Falkland-szigeteki háború támogatására. Önkéntes legénységgel délre hajózott. A hajó aknaszedő műveletek támogatott, de a legénység elutasította a Dél-Atlanti Emlékérmet. András yorki herceg 1984-ben került kapcsolatba Szent Ilona szigetével, amikor a fegyveres erők tagjaként odavezényelték.
Az 1987-es népszámlálás szerint a sziget lakossága 5644 főre nőtt. 1988-ban állították fel a Tervezési és Gazdaságfejlesztési Hivatalt. Feladata Szent Ilona népe életszínvonalának növelése. Ennek eszközei: számottevő fejlesztések tervezése és végrehajtása az oktatásban, a döntések előkészítésében és tervezésében; a döntés-előkészítés támogatása a statisztikai rendszer javításával; a munkabiztonság és a hatékonyság növelése a kikötőben és a hajójavító dokkban. Évtizedes tervezés után, amelyet a közoktatási főnök, Basil George vezetett, megnyílt a háromlépcsős iskolarendszer első intézménye, az Prince Andrew School valamennyi 12 évnél idősebb gyermek számára. A Middle School a 8-12 éves gyermekeké, a First School az 5 évnél idősebbeké. András herceg bocsátotta vízre a St. Helena postahajó utódját, az Aberdeen nevű hajót. A hajót kifejezetten a Cardiff–Fokváros-útvonalra építették, vegyes áru- és személyszállító. Ugyanebben az időben terveztek St. Helena és Ascension között ingajáratot, mert Ascension szigetén sok szent ilonai dolgozik. Szent ilonaiak dolgoznak egyébként a Falkland-szigeteken is. 1995-ös döntés szerint a hajó bázisa Fokváros és évente csak négyszer megy az Egyesült Királyságba.
Az 1988-as szent ilonai alkotmány 1989-ben lépett hatályba. Eszerint a szigetet együtt kormányozza a Kormányzó és Főparancsnok, valamint a Törvényhozó és Végrehajtó Tanács. A Végrehajtó Tanács tagjai a Törvényhozó Tanács választott tagjai közül kerülnek ki. A kormányzó azonnal kinevezi őket, hivatalukból eltávolítani őket csak a Törvényhozó Tanács ötfős többségével lehet. A Törvényhozó Tanácsot négyévente újraválasztják. Kevés kivétellel a kormányzó köteles tűrni a Végrehajtó Tanács vizsgálatait. Öt bizottságot állítottak fel a választott képviselőkből és a közszolgálat dolgozóiból, amelyekben részt vesz a választott képviselők többsége. E bizottságok elnökei a Végrehajtó Tanács tagjai.
Az állampolgári jogok püspöki bizottságát az egyházmegye 15. szinódusa állította fel 1992-ben abból a célból, hogy elősegítse a szigetlakók teljes állampolgárságát és visszakapják az Egyesült Királyságban való letelepedés jogát. 1993-ban Prof. T. Charlton kutatást indított a televízió hatásáról. Két évvel a tévéadások bevezetése előtt és öt évvel utána elemezték a gyerekek viselkedését az osztálytermekben és az iskolaudvaron. A kutatási eredmények szerint a szigetlakók gyermekei által végzett kemény munka, valamint az erős közösségi ellenőrzés jóval nagyobb hatást gyakorol rájuk, mint a televízió. David Henry 1994-ben alapította The Island of St. Helena Coffee Company-t, amely a sziget kormányától független intézmény. A Green Tipped Bourbon fajtát termesztik több helyen, köztük Sandy Bayben azon a Bamboo Hedge Estate-n, amelynek termése és 1851-ben aranyérmet nyert a londoni nagy kiállításon. 1997-ben a szélesebb brit közvélemény is értesült Szent Ilona súlyos foglalkoztatási gondjairól. A bulvárlapok "zavargásokról" írtak azután, hogy megjelent egy cikk a Financial Times-ban. E cikk arról szólt, hogy a kormányzó, David Stallman (1995-1999) lökdösődött egy kisebb csődülettel azt követően, hogy a Külügyminisztériumnak azt javasolta: ne építsenek repülőteret a szigeten.
1997-ben Nagy-Britannia visszaadta Hong Kongot Kínának. Ugyanabban az évben a brit kormány áttekintést közölt a függő területekről. Ebben szerepelt egy javaslat az 1981 előtti állampolgárság visszaállításáról. A hatás pedig a 2002-es törvény volt a brit tengerentúli területekről, amely visszaadta a szigetlakók jogát teljes értékű útlevélre, a függő területeket meg átnevezte Brit Tengerentúli Területekre. Ugyanabban az évben állítottak fel egy intézményt Szent Ilonán a sziget egyedülálló természeti környezete és kulturális öröksége védelmére. Az 1998-as népszámlálás szerint a teljes lakosság (beleértve a postahajó személyzetét) 5157 fő.
A 2002 januárjában tartott szavazáson a szigetlakók többsége (a szigeten és a távolban) támogatta a repülőtér építésének tervét. Ugyanabban az évben a Jacob's Ladder alapjának közelében megnyílt a sziget kétszintes múzeuma, itt működik a St. Helena Heritage Society. A posta mellett 2004-ben kezdte meg működését a Bank of St. Helena. Örökölte a korábbi St. Helena Government Savings and Ascension Island Savings Bank betéteit és hiteleit. 2005 áprilisában a brit kormány bejelentette, hogy repülőteret építtet Szent Ilonán hogy fellendítse a sziget gazdaságát és csökkentse ellátási függőségét a hajózástól. A repülőtér tervezésére, építésére és üzemeltetésére kiírt pályázatot az Impregilo S.p.A. milánói cég nyerte. Az átadás várható ideje 2012/13, bár még nincs végleges brit kormányzati jóváhagyás. Ha a repülőtér megnyílik, a postahajó befejezi működését.
A 2008-as népszámlálás szerint a lakosság (beleértve a postahajó személyzetét) 4255 főre csökkent. 2008 első felében a hajójavító műhely feletti sziklát stabilizálni kellett, ennek költsége hozzávetőleg 3 millió Szent Ilona-i font. Augusztus 14-én egy 200 tonnás szikla hullott Jamestown nyugati részére, súlyosan megkárosítva a baptista kápolnát és a környező épületeket. Tervezik, hogy a Jamestown környéki hegyek legveszélyesebb részeit 2015-ig hálóval rögzítik, ennek becsült költsége 15 millió Szent Ilona-i font.

## Fordítás
- Ez a szócikk részben vagy egészben  a   History_of_Saint_Helena című angol Wikipédia-szócikk fordításán alapul.  Az eredeti cikk szerkesztőit annak laptörténete sorolja fel. Ez a jelzés csupán a megfogalmazás eredetét és a szerzői jogokat jelzi, nem szolgál a cikkben szereplő információk forrásmegjelöléseként.